# 急性無力脊髓炎
急性無力脊髓炎（英語：Acute flaccid myelitis；縮寫AFM），又譯急性弛緩性脊髓炎，是一種罕見但嚴重的突發性神經系統疾病，通常發生在兒童身上。這種疾病的表徵有原因不明的局部肢體無力。引起該病的最大可能是腸病毒68（EV-D68），一種腸病毒屬的成員，亦與脊髓灰質炎病毒有關。儘管這種疾病並非由前所未見的病原體引起，但其發病率從2014年開始每兩年都會嚴重爆發一次。現時在美國每年每100万人有少于一个的患者，在台灣亦有病患報告。關於它的現有文獻是暫定的，不應被視為既定的醫學觀點。對於可能導致它的病症或病毒沒有確定的治療方法。

## 病徵和體徵
這個病的徵狀包括有：
- 移動眼睛或眼瞼下垂困難
- 面部下垂或虛弱
- 吞嚥困難或言語不清
- 四肢（手臂或腿部）會突然無力[3]

## 研究方向
開發病毒疫苗的努力，將取決於引起急性無力脊髓炎的腸道病毒實際上是否存在多種病毒株。若然是的話，疫苗的設計會變得複雜，要研究是否可以設計用於預防所有病毒株的疫苗。